# グローバル・ヴィレッジ
グローバル・ヴィレッジ（Global village、地球村）とは、
1. グローバル・ヴィレッジ。地球村。世界のグローバル化によって、地球全体がひとつの村のように緊密な関係をもつようになったという主張のこと。以下で述べる。
2. グローバル・ヴィレッジ。日本のNGO団体。サフィア・ミニーを代表として1991年設立。環境保護やフェアトレードなどの活動を行っている。
3. グローバルビレッジイングリッシュセンターズ。英語学校。世界各地の英語圏の都市に開校しており、語学留学生を受け容れている。
4. 『世界がもし100人の村だったら』。インターネット上で流布した寓話。地球環境や貧困の問題を100人規模の村に置き換えて物語るもの。

グローバル・ヴィレッジ（Global village、地球村）という言葉自体はイギリス出身の芸術家ウィンダム・ルイスが1948年の著書『アメリカと宇宙的人間』が初出と見られる。しかし、用語が広まったのは、マーシャル・マクルーハンが1962年の著書『グーテンベルクの銀河系』でこの用語を使用したのがきっかけである。マクルーハンによれば、電子的なマスメディア（ラジオ、テレビ等にはじまる）によって、それまで人々がコミュニケーションをおこなう障壁になっていた時間と空間の限界が取り払われ、地球規模で対話し、生活できるようになった。この意味で、電子的マスメディアによって地球全土がひとつの村に変貌した。
今日ではグローバル・ヴィレッジ（地球村）といえば主に、インターネットとWorld Wide Webを指す隠喩である。インターネットによって世界中の利用者が相互に連絡を取り合うことが可能になり、コミュニケーションがグローバル化した。同様に、ウェブを介して接続されたコンピュータは、人々のウェブサイトを相互に結びつける。これによって文化の面でも、社会学的な意味で新しい構造が形成されることになる。
マクルーハンはこの用語を文字通り世界規模の村という空間的な名称として用いているが、現在ではある歴史的段階を指す名称として使われている。すなわち、マクルーハンの言う「グーテンベルクの銀河系」に続く時代である。グーテンベルクの銀河系とは、根源的には「表音アルファベット」（マクルーハンの用語で、表音文字のこと）の発明まで遡ることのできるものだが、狭い意味ではグーテンベルク印刷機という技術上の発明によって導き入れられたものである。
しかし、1960年代前半のマクルーハンの見解によれば、西洋文明のグーテンベルク銀河系時代は終わりつつある。グーテンベルク銀河系時代の視覚文化に代わって、電子メディアを基礎とした「電子的な相互依存」の時代が始まるという。
マクルーハンの主張する論点のうち最も画期的だったのは、電子メディアは文字ではなく、話す・聞くという仕方で情報を伝えている、ということである。彼の考えは明らかに1950年代のアメリカのテクノロジーと文化から影響を受けている。実際、彼が好んで例に挙げるのはジャズ、ラジオ、電話といったものだった。このため彼は1960年代には、映画、テレビ、コンピュータといった新しい電子テクノロジーでは視覚映像に重点が置かれているという批判を受けた。
この結果マクルーハンは、テクノロジーとメディアの変化に対応した新たな主張を展開するようになった。すなわち、人類が、グーテンベルク銀河系が象徴する個人主義と孤立の世界から、「部族的基盤」をもった集合的アイデンティティへと移動する。この新しい社会構造を指してマクルーハンは「グローバル・ヴィレッジ」という新語を用いたのである。後年この語は普及につれて肯定的に用いられるようになったが、もともとマクルーハンはこの語を否定的なニュアンスで使っていた。
「厖大なアレクサンドリア図書館へ向かうのではなく、世界はコンピュータ、つまり、まさしく揺籃期のSF小説に描かれている電気的頭脳そっくりになってきた。私たちの感覚が外に出ていくにつれ、ビッグ・ブラザーは中に入ってくる。だから、この力学に気づかない限り、私たちはすぐに部族の太鼓と全体的相互依存と二重焼き付けになった共存の小さな社会にふさわしいパニック的恐怖の段階へと入っていくだろう。……恐怖は口承的な社会の常態だ。というのも、この社会ではつねにすべてのことがすべてのことに影響を与えるからだ。……西欧世界に感性の統一と、思想と感情の統一を回復しようという長い努力のなかで、私たちはこのような統一性の与える部族的帰結を受け入れるつもりはない。それは、私たちが印刷文化によって、人間精神の断片化を受け入れるつもりがないのと同じだ」（有馬哲夫訳）。
マクルーハンの主眼点は、メディアが認知に与える影響を意識化する重要性を強調することにあった。実際、テクノロジーが認知や社会に与える影響を意識化することなしには、グローバル・ヴィレッジは全体主義と恐怖政治が支配する場所になりかねない。しかしながら、グローバル・ヴィレッジは同時に、本来の可能性としては、諸問題の解決に貢献する世界規模のフォーラムの形成に寄与し、新しい意味の世界共同体の時代を切り開くこともできたはずなのである。